# Peter Kohlgraf

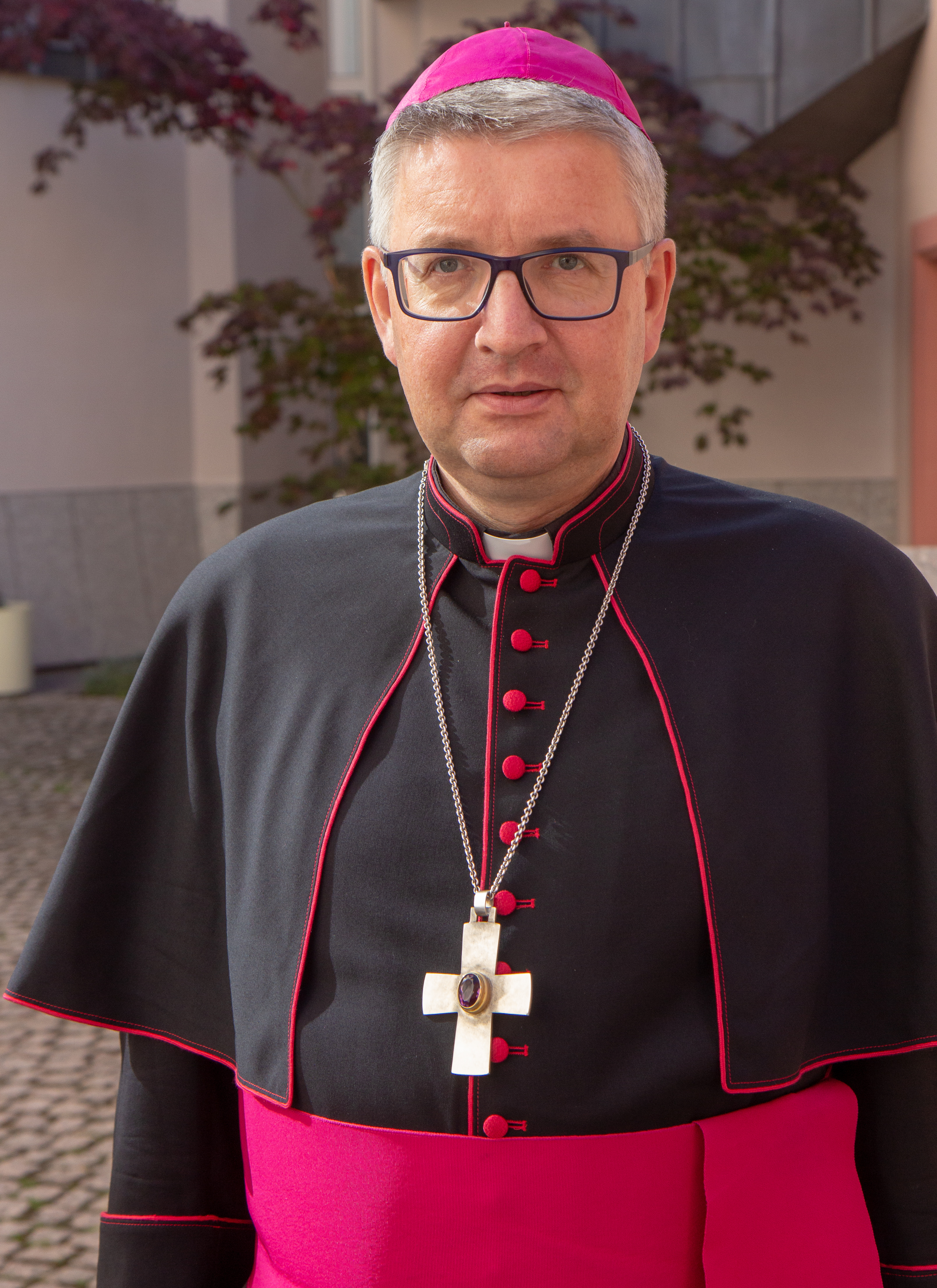
Peter Kohlgraf, 2018

Peter Kohlgraf (* 21. März 1967 in Köln) ist ein deutscher Theologe, römisch-katholischer Geistlicher und Bischof von Mainz.

## Leben
Peter Kohlgraf, Sohn eines Maurers und einer Krankenschwester, machte sein Abitur am Kölner Dreikönigsgymnasium. Er studierte ab 1986 Philosophie und Katholische Theologie an der Rheinischen Friedrich-Wilhelms-Universität in Bonn und für ein Semester in Salzburg. Kohlgraf ist seit 1986 Mitglied der katholischen Studentenverbindung KDStV Staufia Bonn.
Sein Diplom legte er 1991 in Bonn ab. Nach der pastoralen Ausbildung im Priesterseminar Köln empfing Peter Kohlgraf am 18. Juni 1993 im Kölner Dom die Priesterweihe durch den Kölner Erzbischof Joachim Kardinal Meisner. Zusammen mit ihm wurden Stefan Heße und Dominikus Schwaderlapp geweiht, spätere Kölner Generalvikare und Bischöfe, außerdem der spätere Kölner Domdechant Robert Kleine. Nach einer Tätigkeit als Kaplan an Herz Jesu und St. Martin in Euskirchen bis 1996 war er Subsidiar im Seelsorgebereich Bad Honnef mit Wohnsitz an St. Mariä Heimsuchung (Rhöndorf). Im Jahr 2000 wurde Kohlgraf an der Universität Bonn bei Ernst Dassmann über Die Ekklesiologie des Epheserbriefes in der Auslegung durch Johannes Chrysostomus promoviert. Ab 1999 war er Religionslehrer und Schulseelsorger am erzbischöflichen Kardinal-Frings-Gymnasium in Bonn-Beuel, außerdem Bonner Stadtgruppenkaplan der Katholischen Studierenden Jugend (KSJ). 2003 wurde er Repetent am Collegium Albertinum in Bonn und Seelsorger am städtischen Beethoven-Gymnasium sowie im Kinderheim Hermann-Josef-Haus in Bad Godesberg; 2009 wechselte er als Schulseelsorger an das erzbischöfliche Gymnasium Marienberg und das Berufskolleg Marienberg in Neuss.

### Professor
Im Jahre 2010 habilitierte sich Kohlgraf am Lehrstuhl für Religionspädagogik an der Westfälischen Wilhelms-Universität Münster bei Udo Schmälzle mit einer Arbeit zum Thema „Glaube im Gespräch. Die Suche nach christlicher Identität und Relevanz in der alexandrinischen Vätertheologie. Ein Modell für praktisch-theologisches Bemühen heute?“ Von 2010 bis 2013 war er Privatdozent an der Universität Münster, ab 2013 Professor für Pastoraltheologie an der Katholischen Hochschule Mainz – seit dem Wintersemester 2016/17 als Dekan des Fachbereichs Praktische Theologie – und gleichzeitig Pfarrvikar in der Pfarrgruppe Wörrstadt mit Wohnsitz in Partenheim in Rheinhessen. 2024 ist Kohlgraf zum Honorarprofessor an der Johannes-Gutenberg-Universität Mainz ernannt worden.

### Bischof
Am 18. April 2017 ernannte Papst Franziskus Peter Kohlgraf zum Bischof von Mainz und damit zum 88. Nachfolger des heiligen Bonifatius auf dem Mainzer Bischofsstuhl.
Am 8. August 2017 legte er in der Mainzer Staatskanzlei vor der rheinland-pfälzischen Ministerpräsidentin Malu Dreyer und dem hessischen Ministerpräsidenten Volker Bouffier den Treueeid gemäß Artikel 16 des Reichskonkordats ab. Anwesend waren sein Vorgänger im Bischofsamt, Karl Kardinal Lehmann, weitere Vertreter der Kirche und zahlreiche Mitglieder des Kabinetts Dreyer.
Die Bischofsweihe im Mainzer Dom fand am 27. August 2017 statt und wurde ihm von seinem Amtsvorgänger Karl Kardinal Lehmann gespendet. Mitkonsekratoren waren der Erzbischof von Freiburg, Stephan Burger, und der Erzbischof von Köln, Rainer Maria Kardinal Woelki. Der offizielle Titel Kohlgrafs seit seiner Ernennung zum Bischof lautet: Seine Exzellenz Peter Kohlgraf, Bischof der Heiligen Römischen Kirche, durch Gottes Barmherzigkeit und des Heiligen Apostolischen Stuhles Gnade, Bischof des Heiligen Stuhles von Mainz. Kardinal Woelki ernannte ihn zum Kölner Ehrendomherrn. Die Einführung als Ehrendomherr fand am 15. Oktober 2017 im Kölner Dom statt. In der Deutschen Bischofskonferenz gehörte er der Kommission für Ehe und Familie und der Kommission für Erziehung und Schule an. Auf der Vollversammlung der deutschen Bischöfe am 21. September 2021 wurde Kohlgraf zum Vorsitzenden der Pastoralkommission gewählt.
Am 26. Oktober 2019 wurde Kohlgraf zum Präsidenten der deutschen Sektion der katholischen Friedensbewegung Pax Christi gewählt. Der Deutsche Orden hat ihn am 19. Januar 2020 als Ehrenritter aufgenommen.

## Positionen (Auswahl)

### Zölibat
Im Dezember 2018 zeigte sich Bischof Kohlgraf in der Debatte um den Zölibat davon überzeugt, dass es mit Blick auf das Priesteramt „in Zukunft andere Zugangsformen geben wird, wenn auch vielleicht nicht flächendeckend“.

### Frauenordination
„1994 hat Papst Johannes Paul II. die Frage (des Frauenpriestertums) entschieden, Papst Franziskus hat die Aussage bekräftigt. Ich selbst sehe mich im Gehorsam gegenüber der Aussage der Päpste. Das bedeutet nun nicht, dass ich dem Thema der Frauenordination nicht intensiver nachgehen will und um Antworten ringe“. Aber nach Ansicht von Kohlgraf überzeugen „die Einwände Roms gegen die Frauenordination vielfach nicht“. Es reiche heute nicht mehr, zu sagen, „Rom hat entschieden, und deshalb reden wir nicht mehr darüber“. Kohlgraf habe den Aktivistinnen der Protestbewegung „Maria 2.0“ versprochen, ihr Unverständnis in dieser Frage an den Vatikan weiterzugeben. „Wir schauen gemeinsam in dieselbe Richtung.“

### Nukleare Waffen
Als Präsident der Pax-Christi-Bewegung begrüßte er zusammen mit dem Hildesheimer Bischof Heiner Wilmer, dem Vorsitzenden der Deutschen Kommission Justitia et Pax, den am 22. Januar 2021 in Kraft getretenen Atomwaffenverbotsvertrag, da kein Konfliktgeschehen den Einsatz von Kernwaffen legitimieren könne; mit Papst Franziskus betonten die Bischöfe, dass nicht nur der Einsatz, sondern bereits der Besitz solcher Waffensysteme unethisch sei. Sie riefen die Atommächte, aber auch alle andere Staaten, die den Vertrag noch nicht unterzeichnet oder ratifiziert haben – darunter die Bundesrepublik Deutschland – auf, dem Vertrag beizutreten und die Doktrin der nuklearen Abschreckung zu überdenken.

### Flüchtlinge
Am 23. Januar 2021 forderte Peter Kohlgraf eine humanitäre Lösung für die europäischen Flüchtlingslager an den Außengrenzen der Europäischen Union in Bosnien und Herzegowina und auf den griechischen Inseln; wer so mit Menschen umgehe, der verrate den christlichen Glauben, für den Europa einmal gestanden habe. Eine der Hassmails, die ihn anschließend erreichte, machte er am 26. Januar 2021 öffentlich.

### Queere Menschen
Im Oktober 2022 führte Bischof Peter Kohlgraf zwei Beauftragte für eine queersensible Pastoral im Bistum Mainz ein. In seiner Predigt sagte er: „Niemand ist ein Schadensfall der Schöpfung, alle sind geliebt, Gott hat sie alle so gewollt.“ Es sei für ihn eine erschütternde Erfahrung, „dass die Verurteilung von queeren Menschen für manche in der Kirche zur eigentlichen Kernfrage des Katholischseins mutiert“. Das Leben vieler wurde und werde nur als Sünde bewertet. Speziell bei kirchlichen Mitarbeitern sei die Loyalität zur Kirche auf die geschlechtliche Identität und Orientierung und die konkrete Partnerschaft als beinahe einziges Kriterium fokussiert, so dass Betroffene zu einem Doppelleben und in eine Lebenslüge gedrängt würden. Als Verantwortlicher in der Kirche bekannte er hier sein Versagen als Seelsorger im Dienst eines Gottes, dessen Ebenbild alle Menschen seien.

Bischofswappen

## Wappen und Wahlspruch
Blasonierung: Der geteilte und oben gespaltene Wappenschild zeigt oben vorne auf rotem Grund das Mainzer Rad (für das Bistum Mainz) und hinten auf schwarzem Grund einen silbernen schräggelegten Schlüssel mit dem Bart nach heraldisch rechts oben, begleitet von acht goldenen Rauten (Wappen des ehemaligen Bistums Worms). Im unteren silbernen Schild drei blaue Wellen, die den Fluss Rhein symbolisieren. Der Rhein verbindet Mainz und Worms mit Kohlgrafs Heimatstadt Köln. Zudem erinnert der Fluss an den die Geschichte lebenspendend und heilbringend durchfließenden Strom des christlichen Glaubens, entspringend in der Taufe (vgl. (Ezechiel 47 )). Hinter dem Wappenschild das goldene Bischöfliche Kreuz. Darüber der grüne bischöfliche Prälatenhut mit zwölf herabhängenden Quasten. Unter dem Wappen im Spruchband der Wahlspruch des Bischofs: Appropinquavit Regnum Dei – Das Reich Gottes ist nahegekommen (Lk 10,9 ).

## Schriften
- Die Ekklesiologie des Epheserbriefes in der Auslegung durch Johannes Chrysostomus. Eine Untersuchung zur Wirkungsgeschichte paulinischer Theologie. Borengässer, Bonn / Alfter 2001, ISBN 3-923946-53-8 (Dissertation Universität Bonn 2000, XII, 405 Seiten, 23 cm).
- Glaube im Gespräch. Die Suche nach Identität und Relevanz in der alexandrinischen Vätertheologie – ein Modell für praktisch-theologisches Bemühen heute? Lit, Berlin 2011, ISBN 978-3-643-11124-1.
- „Was ihr verehrt, ohne es zu kennen, das verkünde ich euch“ (Apg 17,23) – Über das spannende Wagnis, mit dem Evangelium in die Stadt zu gehen. Bonn-Beuel 16. Dezember 2014 (Festvortrag zum 50-jährigen Jubiläum des Kardinal-Frings-Gymnasiums; PDF,111 kB).
- Katholisch sein in der Welt von heute – im und um den Glauben ringen. In: Erzbistum Köln (Hrsg.): impulse. 03/2014. Nr. 108. Köln 2014, S. 4–7 (PDF, 98 kB).
- Nur eine dienende Kirche dient der Welt. Yves Congars Beitrag für eine glaubwürdige Kirche. 2. Auflage. Matthias-Grünewald-Verlag, Ostfildern 2015, ISBN 978-3-7867-3036-1.
- Teilen lernen, Beten lernen, demütig werden. Der heilige Martin als Begleiter für das Bistum Mainz. Hirtenwort des Bischofs von Mainz zur Österlichen Bußzeit 2018. Bischöfliche Kanzlei/Publikationen Bistum Mainz, Mainz Februar 2018.
- Vergeben und Versöhnen. Erfahrungen des Glaubens - Felder des Handelns. Matthias-Grünewald-Verlag, Ostfildern 2018, ISBN 978-3-7867-3133-7.
- Katholisch sein. Hirtenwort des Bischofs von Mainz, Peter Kohlgraf, zur Österlichen Bußzeit 2020. Bischöfliche Kanzlei/Publikationen Bistum Mainz, Mainz 2020.
- Über die „Systemrelevanz“ Gottes. Hirtenwort des Bischofs von Mainz, Peter Kohlgraf, zur Österlichen Bußzeit 2021. Bischöfliche Kanzlei/Publikationen Bistum Mainz, Mainz 2021.
- Menschen des Friedens werden. (= Mainzer Perspektiven. Wort des Bischofs 8) Mainz 2022.
- „Hier bin ich, du hast mich gerufen“ (1 Samuel 3,5). Hirtenwort des Bischofs von Mainz, Peter Kohlgraf, zur Österlichen Bußzeit 2022. Publikationen Bistum Mainz, Mainz 2022.